# بول فيتزجيرالد (ممثل)
بول فيتزجيرالد (بالإنجليزية: Paul Fitzgerald)‏ هو ممثل أمريكي، ولد في 14 أكتوبر 1970 بنيويورك في الولايات المتحدة.

## أعمال

### أفلام
- (2012) المراجحة[4]
- (2013) حياة والتر ميتي السرية[5]
- (2014) سلاحف النينجا[6][7][8][9]

### مسلسلات
- أصغر سنا
- الإبتدائية[10][11][12]
- ذا غود وايف

## وصلات خارجية
- بول فيتزجيرالد على موقع IMDb (الإنجليزية)
- بول فيتزجيرالد على موقع ألو سيني (الفرنسية)
- بول فيتزجيرالد على موقع أول موفي (الإنجليزية)
- بول فيتزجيرالد على موقع قاعدة بيانات الأفلام السويدية (السويدية)
- بول فيتزجيرالد على موقع قاعدة بيانات الفيلم (الإنجليزية)
- بول فيتزجيرالد على موقع كينوبويسك (الروسية)
- بول فيتزجيرالد على موقع كينوبويسك (الروسية)